# 勝又俊教
勝又 俊教（かつまた しゅんぎょう、1909年4月22日 - 1994年2月18日）は、日本の学僧・仏教学者。大正大学名誉教授。

## 経歴
1909年、新潟県で生まれた。東京大学文学部印度哲学科で学び、修了。
東洋大学教授。大正大学教授。1960年、学位論文『仏教における心識説の研究』を東洋大学に提出して文学博士号を取得。1978年、第22代大正大学学長に就任。同大学を退職し、名誉教授となった。
宗門においては、真言宗豊山派総本山長谷寺第79世能化。真言宗長者。千葉市広徳院住職。

## 著作
著書
- 『仏教における心識説の研究』山喜房佛書林 1960
- 『密教の日本的展開』春秋社 1970
- 『弘法大師の思想とその源流』山喜房佛書林 1981
- 『仏教随想集』山喜房佛書林 1987
- 『弘法大師の教えと現代』山喜房佛書林 1987
- 『唯識思想と密教』春秋社 1988
- 『密教入門』春秋社 1991
  - 新装改題『スタディーズ 密教』2018年
- 『興教大師の生涯と思想』山喜房仏書林 1992

共編著
- 『弘法大師著作全集』(全3巻) 山喜房佛書林 1968
- 『続豊山全書』(全20巻) 同刊行会 1973[5]
- 『仏教と人間生活』壬生台舜ほかと共著、大正大学出版部 1980
- 『大乗仏典入門』古田紹欽と共編、大蔵出版 1980
  - 新装版 1999年
- 『お経真言宗』編著 講談社 1983
- 『密教：生命と宇宙の交錯』大正大学出版部 1985
- 『真言の教学：大疏百条第三重の研究』編著 国書刊行会 1981
- 『講本弘法大師著作集』山喜房佛書林 2000

訳注
- 『空海　秘密曼荼羅十住心論』明治書院 1954
- 『秘蔵宝鑰　般若心経秘鍵』大蔵出版(佛典講座) 1977
  - 新装版 1998年

論文
- CiNii>勝又俊教
- INBUDS>勝又俊教

記念論集
- 『大乗仏教から密教へ - 勝又俊教博士古稀記念論集』（春秋社、1981年）

## 関連
- 松崎恵水「巨星 勝又俊教先生を慕う」『大正大学学報』70, 1995年, 47-50頁.